# Rudolf Schramm (Fußballspieler)
Rudolf Schramm war ein deutscher Fußballspieler.

## Karriere
Schramm gehörte dem FC Eintracht von 1895 als Stürmer an, für den er unter dem am 15. April 1905 gegründeten Norddeutschen Fußball-Verband Punktspiele im Bezirk Braunschweig bestritt. Am Saisonende 1907/08 wurde er mit seiner Mannschaft Bezirksmeister, die infolgedessen auch an der Norddeutschen Meisterschaft teilnahm. Am 12. Mai 1908 gewann er mit seiner Mannschaft das Finale gegen den FC Victoria Hamburg von 1895 in Braunschweig.
Mit dem Titelgewinn war seine Mannschaft für die Endrunde um die Deutsche Meisterschaft qualifiziert, scheiterte unter seinem Mitwirken im Hamburger Stadion Hoheluft mit 0:1 am Duisburger SpV bereits im Viertelfinale am 3. Mai 1908.

## Erfolge
- Norddeutscher Meister 1908
- Meister des NFV-Bezirks Braunschweig 1908